# La Lanterne-et-les-Armonts
La Lanterne-et-les-Armonts ist eine französische Gemeinde mit 196 Einwohnern (Stand: 1. Januar 2022) im Département Haute-Saône in der Region Bourgogne-Franche-Comté. Die Bewohner werden Lanterniers und Lanternières genannt.

## Geographie
La Lanterne-et-les-Armonts liegt auf einer Höhe von 454 m über dem Meeresspiegel, elf Kilometer ostsüdöstlich von Luxeuil-les-Bains und etwa 34 Kilometer nordöstlich der Stadt Vesoul (Luftlinie). Das Dorf erstreckt sich im nordöstlichen Teil des Departements, in den westlichen Ausläufern der Vogesen, auf dem Plateau des Mille Étangs im Quellgebiet der Lanterne.
Die Fläche des 9,89 km² großen Gemeindegebiets umfasst einen Abschnitt der Plateaulandschaft am Westrand der Vogesen. Das Gebiet wird von einer Hochfläche eingenommen, die zum Plateau des Mille Étangs gehört. Das teils aus kristallinem Grundgestein, teils aus Buntsandstein der unteren Trias bestehende Plateau wurde während der Eiszeiten von Gletschern geformt. Die Landschaft ist deshalb in Kuppen und Mulden untergliedert. Sie zeigt ein lockeres Gefüge von Weideland und Wald, Heidelandschaften und Mooren. In Muldenlagen befinden sich zahlreiche kleine Seen, die überwiegend natürlichen Ursprungs sind und während der Eiszeit durch Gletscherschliff entstanden. Einige Weiher wurden von den Mönchen seit dem 11. Jahrhundert zur Fischzucht angelegt oder höher gestaut. Die größten Weiher auf dem Gemeindeboden sind der Étang des Sausses, der Étang de la Grande Chaussée und der Étang des Gouttes.
Nördlich des Dorfes entspringt die Lanterne, die zunächst westwärts, später nach Süden fließt und sich mit ihrer Alluvialniederung allmählich in das Plateau eintieft. Die rund 500 m breite Talaue markiert die westliche Grenze. Die Lanterne nimmt auf dem Gemeindeboden von Osten her zwei Seitenbäche auf, darunter den Ruisseau des Armonts. Mit 492 m wird auf der Anhöhe des Frahier die höchste Erhebung von La Lanterne-et-les-Armonts erreicht. Die nördliche Grenze verläuft in der Waldung der Grande Forêt. Nach Süden erstreckt sich das Gemeindeareal über die Höhen von Mont Bernard und Mont Gérard bis in das Waldgebiet von Les Armonts. Das gesamte Gemeindegebiet gehört zum Regionalen Naturpark Ballons des Vosges.
La Lanterne-et-les-Armonts besteht aus mehreren Ortschaften, Weilern und zahlreichen Gehöften:
- La Lanterne (456 m) auf der Höhe südlich der Niederung der Lanterne
- Les Armonts (415 m) in der Talmulde des Ruisseau des Armonts
- Les Granges-du-Bois (430 m) auf der Höhe östlich des Lanterne-Tals

Nachbargemeinden von La Lanterne-et-les-Armonts sind Les Fessey und La Voivre im Norden, Écromagny im Osten, Mélisey und Lantenot im Süden sowie Belmont im Westen.

## Geschichte
Im Mittelalter gehörten La Lanterne und Les Armonts zur Freigrafschaft Burgund und darin zum Gebiet des Bailliage d’Amont. Die lokale Herrschaft hatten die Herren von Faucogney inne. Zusammen mit der Franche-Comté gelangten beide Ortschaften mit dem Frieden von Nimwegen 1678 definitiv an Frankreich. Seit der Zeit der Französischen Revolution bilden La Lanterne und Les Armonts eine Doppelgemeinde. Heute ist La Lanterne-et-les-Armonts Mitglied des Gemeindeverbandes Communauté de communes des 1000 étangs. Die Gemeinde besitzt keine eigene Kirche, sie gehört zur Pfarrei Belmont.

## Sehenswürdigkeiten
Auf dem Gemeindegebiet stehen mehrere Calvaires aus dem 17. und 18. Jahrhundert.

## Bevölkerung
| Jahr                       | 1962 | 1968 | 1975 | 1982 | 1990 | 1999 | 2006 | 2012 | 2019 |
| Einwohner                  | 274  | 239  | 207  | 197  | 168  | 161  | 172  | 194  | 220  |
| Quellen: Cassini und INSEE |      |      |      |      |      |      |      |      |      |

Mit 196 Einwohnern (Stand 1. Januar 2022) gehört La Lanterne-et-les-Armonts zu den kleinen Gemeinden des Départements Haute-Saône. Nachdem die Einwohnerzahl in der ersten Hälfte des 20. Jahrhunderts deutlich abgenommen hatte (1891 wurden noch 707 Personen gezählt), wurden seit Mitte der 1970er Jahre nur noch relativ geringe Schwankungen verzeichnet.

## Wirtschaft und Infrastruktur
La Lanterne-et-les-Armonts ist noch heute ein vorwiegend durch die Landwirtschaft (insbesondere Viehzucht und Milchwirtschaft, daneben auch Ackerbau und Obstbau), die Forstwirtschaft und die Fischzucht geprägtes Dorf. Außerhalb des primären Sektors gibt es nur wenige Arbeitsplätze im Ort. Einige Erwerbstätige sind deshalb Wegpendler, die in den größeren Ortschaften der Umgebung ihrer Arbeit nachgehen.
Die Ortschaft liegt abseits der größeren Durchgangsachsen an einer Departementsstraße, die von Froideconche nach Écromagny führt. Weitere Straßenverbindungen bestehen mit Les Fessey und La Voivre.